# Céilidh
Una ceilidh (pronunciat irlandès, irlandesa: / ˈceːlʲiː /) o ceilidh (gaèlic escocès, Scottish pronunciació: / ˈkʲʰeːli /), en el sentit actual de la paraula, és una celebració amb la dansa tradicional dels pobles gaèlics (Irlanda i Escòcia), encara que avui també es poden trobar en altres països amb població descendent d'immigrants irlandès i escocès.

## Història
Antigament s'anomenava "ceilidh" a una reunió social de qualsevol tipus, sense necessitat que en aquesta es fes cap dansa. De fet, moltes d'aquestes ocasions no només tenien un caràcter festiu, sinó també literari, i a més de ballar i cantar es recitaven contes, poemes, balades, dites i endevinalles. En les darreres dècades ha canviat el seu significat i avui el terme "ceilidh" fa referència només a la dansa.

## Céilidhs modernes
Abans que apareguessin les discoteques i clubs nocturns, se celebraven céilidhs a la majoria de les ciutats i ajuntaments dels pobles els divendres o dissabtes a la nit. Eren un lloc de trobada per als joves. Malgrat que ara els clubs nocturns i discoteques han substituït en gran manera a les céilidhs, aquestes encara són molt populars en diverses àrees rurals d'Irlanda i Escòcia, especialment en les regions costaneres d l'oest on es parla gaèlic.
Les céilidhs també es fan, a menor escala, en bars o cases, per exemple a zones rurals de l'interior que es troben aïllades, o durant festivals multitudinaris. És freqüent que a alguns clubs i institucions com a clubs esportius, escoles i universitats s'organitzin céilidhs de forma regular o almenys un cop l'any.
La formalitat d'aquestes pot variar: algunes barregen música moderna amb una banda de danses folklòriques. Pel que fa a la indumentària, en algunes céilidhs escoceses pot ser obligatori l'ús de la vestimenta de les Highlands, amb el seu famós kilt. En general, però, aquest requisit no és necessari i es pot portar roba informal. No és imprescindible conèixer els passos bàsics de les danses. Sovint el ball s'alterna amb altres actuacions diferents: cançons, recitals poètics, conta-contes, etcètera.
Els instruments més habituals a la música de les céilidhs són el violí, la flauta, el tin whistle, l'acordió, el bodhrán, i en els darrers temps també la bateria i el baix elèctric.
La primera banda de céilidh, tal com la coneguem avui, es va crear a Irlanda gràcies a Séamus Clandillon, director musical de Radio Éireann.
La formació de dansa més comuna en les céilidhs és el set”. Un set consisteix a formar una agrupació de quatre parelles, amb dos parelles situades enfront de les altres dues, formant un quadrat, o un rectangle. Cada parella intercanvia posicions amb la parella del davant i també s'intercanvien les parelles entre elles, mantenint els passos al ritme de la música en tot moment.
No obstant això, aproximadament la meitat de les danses de les céilidhs escoceses modernes es duen a terme en parelles que ballen al voltant de la sala formant un cercle. Les parelles poden ser fixes, o per fer de la dansa una trobada més sociable, una ballarina pot anar canviant de parella, passant al següent ballarí dins del cercle al final de cada sèrie de passos.
A Irlanda, entre les danses més famoses d'aquest gènere podem trobar "Siege of Ennis", "The Walls of Limerick" i "The Stack of Barley". Algunes prenen el seu nom de batalles històriques o d'algun esdeveniment important; altres, com les tres esmentades, d'estris o accions quotidianes de la vida rural.
L'step dancing és un altre estil de ball present en les céilidhs. Les seves arrels són antigues i és la forma més complexa de dansa irlandesa, popularitzada als anys 1990 gràcies al conjunt Riverdance, i més endavant a l'espectacle Lord Of The Dance. A diferència del set, que pot ballar qualsevol persona independentment de les seves capacitats, l'step dancing el representen ballarins experimentats i professionals.
Les céilidhs s'han internacionalitzat gràcies a les diàspores escocesa i irlandesa. Podem trobar competicions de música tradicionals i céilidhs a països com Canadà, Estats Units i Nova Zelanda.

## Ceilidh escocès modern
Avui dia, a Escòcia, és molt comú organitzar céilidhs privades, normalment com a entreteniment per una boda, una festa d'aniversari o altre tipus de celebració. En aquestes es contracta sempre una banda amb un nombre de components que pot variar entre dos o sis músics. No només els més joves poden gaudir de les céilidhs, ja que les danses poden variar de velocitat i complexitat per adaptar-se a diferents grups d'edat i a diferents nivells d'habilitat.
També se celebren céilidhs públiques. Totes les universitats d'Escòcia ho fan de manera regular. La Universitat d'Edimburg, per exemple, organitza més una per semestre. Algunes bandes intercalen les danses la céilidh amb sessions d'algun DJ, d'aquesta manera, s'aconsegueix atraure més públic.